# フライデーナイトはお願い!モーニング
『フライデーナイトはお願い!モーニング』（フライデーナイトはおねがい!モーニング）は、2000年4月8日から2001年9月30日までの毎週土曜日未明（金曜日深夜）に、日本テレビ系の深夜枠「ZZZ」の中で放送された深夜番組の「占い」バラエティ番組。テレビ岩手製作の唯一（2014年3月時点）の全国ネットレギュラー番組である。番組後期の略称は「おねモニ」。

## 放送時間
- 2000.4- 毎週土曜日 0:42 - 1:17（金曜日深夜）

## 出演者
- 中山秀征
- モーニング娘。

2000年4月のメンバー増員で10人（後に9人）になってからはメンバー全員が出演する回は稀であり、最少では3名のみの回があった。
- 山田美絵（当時テレビ岩手アナウンサー） - ナレーション、当初-2001年3月。
- 畠山美和子 - ナレーション、2001年4月-9月
- ココナッツ娘。 - コーナー出演
- 東京ビンゴビンゴダイナマイトジャパン - コーナー出演

## ゲスト出演者一覧
- 浅草キッド
- 飯島愛
- 上島竜兵
- 大澄賢也
- 大仁田厚
- コージー冨田・原口あきまさ
- さまぁ〜ず
- 篠原ともえ
- 志村けん
- チューヤン
- なすび
- よゐこ

## 関連商品
- 「モー娘。占い」（編・著：太田穣、日本テレビ）
番組企画本で「モームスうらない」と読む。「モーニング娘。」メンバーの名前にちなんだ書店での発売開始日の様子が放送された。

## スタッフ
- 構成:森和盛、桜井慎一
- SW (スイッチャー) :大嶋徹（レモンSt.） ／ 安藤康一（生田St.）
- カメラマン:上村克志（レモンSt.） ／ 鈴木健司（生田St.）
- VE (ビデオエンジニア) :青山修司（レモンSt.） ／ 塩原和益（生田St.）
- 音声:中村仁（レモンSt.） ／ 太田黒健至（生田St.）
- 照明:宮本博司
- マルチモニター:藤崎郁三
- 美術制作:大野正夫
- セットデザイン:中島豪章
- 大道具:内藤博之
- スタイリスト:飯塚チサト、福永佐智子、笠本ゑり子、齊籐ゆかり
- メイク:竹邑事務所、コムレック
- VTR編集:堀内雅也、宮崎章司
- MA:福田忠光、山際卓郎
- 音効:黒澤隆昌
- TK (タイムキーパー) :立石聖美、飯村千春
- アシスタントディレクター:福井亮一、森田利夫、和気由香子、寺元由嘉
- アシスタントプロデューサー:渡辺嘉子、久保田あつみ
- ディレクター:荒木利尚、清藤せいじ、小川剛
- 監修:杉村和彦
- 演出:宮本忠浩、熊谷充史
- プロデューサー:多田清人、廣嶋文樹（TVI）、荻原伸之、高島良子
- チーフプロデューサー:渕沢行則（TVI）
- 技術協力:共同テレビジョン、権四郎、読売映像 ／ NTV映像センター
- 美術協力:CAVIN
- 収録スタジオ:レモンスタジオ ／ 日本テレビ生田スタジオ
- 制作協力:ZIPPY
- 製作著作:TVIテレビ岩手